# Klimonas
Klimonas ist eine archäologische Fundstätte bei Ayios Tychonas im zypriotischen  Bezirk Limassol, die zwischen 9100 und 8600 v. Chr. datiert wurde. Klimonas galt 2012 als die älteste neolithische Siedlung am Mittelmeer. Das Hauptgebäude des Dorfes war ein rundes, teilweise unterirdisch angelegtes Haus mit 10 m Durchmesser. Es wird als eine Art Gemeindegebäude gedeutet und weist starke Ähnlichkeiten mit Gebäuden auf dem Festland auf, die dem späten Vorkeramischen Neolithikum zugewiesen und die auf die Zeit zwischen 9500 und 8500 v. Chr. datiert wurden. Dort wurden gemeinsame Vorräte angelegt und Versammlungen abgehalten.
Die Bewohner verzehrten das Fleisch einer auf Zypern lebenden, kleinen Wildschweinart, die sie mit Hilfe von Hunden jagten. Vom Festland brachten sie neben den Hunden auch Katzen mit.
2011 erfolgten Grabungen unter der Leitung von Jean Guilaine vom Collège de France, François Briois vom EHESS sowie Jean-Denis Vigne vom CNRS-Muséum national d’histoire naturelle.